# 天谷直昭
天谷 直昭（あまや なおあき）は、日本の国土交通官僚。天谷直弘元通商産業審議官の甥で、鉄道建設・運輸施設整備支援機構経営自立推進統括役や、海上保安庁総務部長、国土交通省近畿運輸局長などを務めた。

## 人物・経歴
福井県出身。天谷直弘元通商産業審議官の甥。福井県立藤島高等学校を経て、1983年東京大学法学部卒業、運輸省入省。国土交通省大臣官房総務課企画官（航空局担当）を経て、2001年運輸施設整備事業団総務部総務課長。2002年国際観光振興機構ロサンゼルス事務所長。2004年成田国際空港取締役付。2006年海上保安庁総務部人事課長。
2009年国土交通省総合政策局海洋政策課長。2010年観光庁総務課長。2012年鉄道建設・運輸施設整備支援機構経営自立推進統括役。2014年には海上保安庁総務部長として、三菱重工業下関造船所で製造された、尖閣諸島問題に専属で対応するための領海警備用巡視船としては初となる「たけとみ」と「なぐら」の引き渡しにあたるなどした。
2015年から国土交通省近畿運輸局長を務め、訪日外国人旅行ではなく、国内観光需要喚起の重要性を説くなどした。2016年国土交通省大臣官房付、退官、コバック顧問。のち日本海事センター業務執行理事（常務理事）を経て、2020年日本旅客船協会理事長、海技教育財団理事、観光立国推進協議会委員。2024年日本定航保全代表取締役社長、日本旅客船協会理事。